# Bardoto

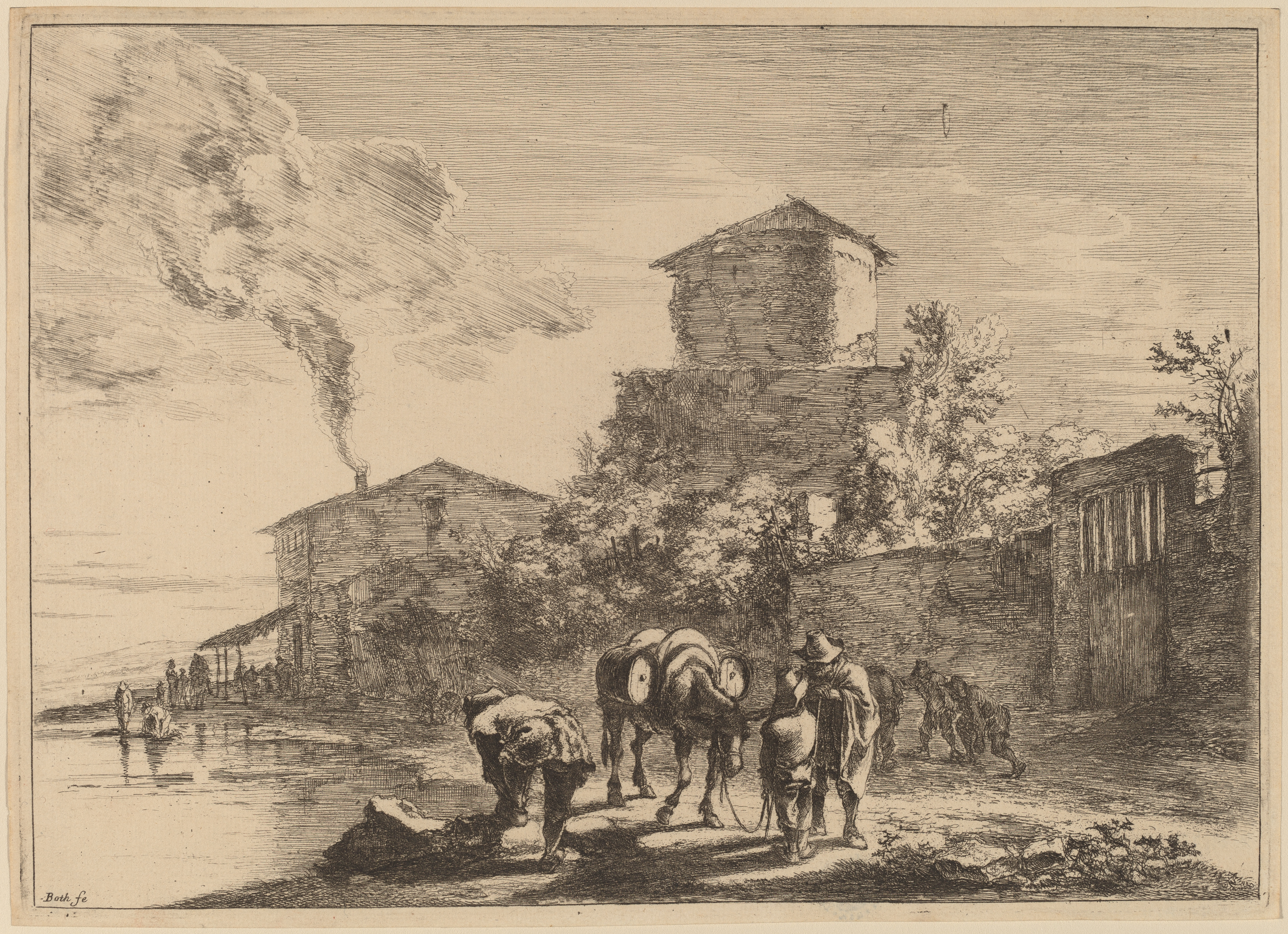
Bardoto na antiguidade.

Bardoto ou mulo asneiro, é um animal resultante do cruzamento de indivíduos de espécies diferentes (híbrido). O pai é da espécie Equus caballus (cavalo) e a mãe é da espécie Equus asinus (jumenta). O animal resultante do cruzamento inverso, em que a mãe é uma égua (Equus caballus) e o pai é um jumento (Equus asinus), denomina-se mula ou muar, que, assim como o bardoto, também é estéril.

## Etimologia
O nome «bardoto» entrou no português de Portugal por via do francês bardot, palavra que detém o mesmo significado que em português. A palavra entrou no francês por via do árabe barda‘a, que significa «sela ou albarda» e que é o mesmo étimo da palavra portuguesa «albarda». 
A designação «mulo asneiro», assenta na distinção dentre as duas variedades de mulo, diferindo do mulo eguariço, que é fruto do cruzamento de uma égua com um burro. O adjectivo «asneiro» serve expressamente para distinguir o mulo que resulta do cruzamento de um cavalo com uma burra. 

## Biologia
Se, porventura, surgirem descendentes do cruzamento entre indivíduos de espécies diferentes, estes serão, quase sempre, estéreis. No caso específico do bardoto ou da mula, a esterilidade fica a dever-se ao facto de os cavalos possuirem 64 cromossomas, ao passo que os jumentos só têm 62, o que faz com que as crias depois só tenham 63 cromossomas, um número ímpar.
Apesar de tanto o bardoto como a mula possuírem maior resistência do que o cavalo para a execução de trabalhos pesados, é muito mais comum de se encontrar uma mula do que um bardoto. Isso fica a dever-se às maiores dificuldades de se cruzar um cavalo com uma jumenta do que uma égua com um jumento, tais como: maior esforço para se conseguir observar o período fértil das jumentas (quando comparadas às éguas) e maiores riscos na gestação, posto que o filhote híbrido pode ser grande demais para o útero da jumenta.
A isto alia-se, também, o facto dos bardotos ou mulos asneiros serem mais pequenos do que os seus compartes eguariços e de terem um temperamento tendencialmente menos dinâmico.